# Cecylianizm
Cecylianizm, ruch cecyliański − ruch odnowy muzyki liturgicznej, biorący swoją nazwę od świętej Cecylii – patronki muzyki.
Za jego początek uważa się rok 1868, w którym ksiądz Franz Xaver Haberl (1834-1888) założył Cecyliańskie Towarzystwo Śpiewacze (Allgemeiner Cäcilienverein). Dzięki namowom księdza Franza Xavera Witta (1840-1910), papież Pius IX zlecił przygotowanie nowego wydania chorału gregoriańskiego, opartego na edycji medycejskiej, a w Ratyzbonie zaczęło wychodzić czasopismo "Musica sacra – Beiträge zur Reform und Förderung der katholischen Kirchenmusik", od tego czasu wychodzące nieprzerwanie, obecnie pod tytułem "Zeitschrift für katholische Kirchenmusik" (ISSN 0179-356X).
Ramy cecylianizmu w Kościele katolickim wyznaczają: z jednej strony brewe papieża Piusa IX Multum ad commovendos animos z 16 grudnia 1870 r., a z drugiej motu proprio papieża Piusa X Tra le sollecitudini z 22 listopada 1903 roku.
Jednym z najbardziej znanych kompozytorów tego ruchu był Włoch Lorenzo Perosi (1872-1956). W Polsce szeroko znanymi przedstawicielami byli księża, a jednocześnie dyrygenci, kompozytorzy i muzykolodzy: Józef Surzyński (1851-1919), Wacław Gieburowski (1878-1943) oraz Antoni Chlondowski (1884-1962). Na Śląsku działał na rzecz idei cecyliańskich pedagog muzyczny i kompozytor Bernhard Kothe. 
W latach 1919–1920 Związek Zawodowy Organistów wydawał Przegląd Cecyljański: pismo poświęcone muzyce kościelnej, kółkom śpiewaczym, nauczycielom śpiewu w szkołach i sprawom organistowskim pod redakcją księdza Henryka Romana Nowackiego (1891-1968).